# Cyperus sieberianus
Cyperus sieberianus är en halvgräsart som beskrevs av Spreng.. Cyperus sieberianus ingår i släktet papyrusar, och familjen halvgräs. Inga underarter finns listade i Catalogue of Life.